# 賈平凹
賈 平凹（か へいおう、1952年2月21日—）は、中華人民共和国の小説家。代表作に小説『秦腔』『古炉』『廃都』。中国共産党党員。現在は中国作家協会理事、中国作家協会陝西分会副主席、中国作家協会西安分会副主席である。

## 略歴
1952年2月21日、陝西省商洛市丹鳳県棣花鎮に生まれた。
1974年、彼は作品を発表し始めた。
1975年、文化大革命期に、西北大学中文系に卒業。卒業後は陝西人民出版社の編輯となった。
1982年、西安市文聯に転職。専業作家の仕事に戻った。
1997年、長編小説『廃都』はフランスフェミナ賞外国文学賞を受賞している。
2003年、西安建筑科技大学人文学院院長、文学院院長に当選。
2008年、『秦腔』が第七回茅盾文学賞を受賞。
2011に発表した長編小説『古炉』が施耐庵文学賞を受賞した。
2012年、第二回朱自清散文賞を受賞した。
2013年、フランス芸術文化勲章を受賞した。

## 作品

### 長編小説
- 『商州』漓江出版社、広西、2013年5月1日。ISBN 9787540765033。
- 『浮躁』訳林出版社、北京市、2012年6月1日。ISBN 9787544726306。
- 『妊娠』漓江出版社、広西、2013年5月1日。ISBN 9787540765026。
- 『油月亮』春風文芸出版社、2004年1月1日。ISBN 9787531326878。
- 『廃都』訳林出版社、北京市、2012年6月1日。ISBN 9787544726290。
- 『白夜』訳林出版社、北京市、2012年8月1日。ISBN 9787544726283。
- 『土門』漓江出版社、広西、2013年5月1日。ISBN 9787540765040。
- 『高老庄』長江文芸出版社、湖北省、2015年12月1日。ISBN 9787535485885。
- 『懷念狼』長江文芸出版社、湖北省、2015年12月1日。ISBN 9787535485892。
- 『病相報告』『病相報告』訳林出版社、北京市、2012年7月1日。ISBN 9787544726818。
- 『秦腔』訳林出版社、北京市、2012年6月1日。ISBN 9787544726313。
- 『高興』訳林出版社、北京市、2012年6月1日。ISBN 9787544726528。
- 『古炉』人民文学出版社、2013年1月1日。ISBN 9787020093229。
- 『老生』『老生』人民文学出版社、北京市、2014年9月1日。ISBN 9787020105960。
- 『帶灯』長江文芸出版社、湖北省、2015年10月1日。ISBN 9787535482969。
- 『極花』人民文学出版社、北京市、2016年4月1日。ISBN 9787020114016。

### 中短編小説
- 『五魁』訳林出版社、北京市、2012年10月1日。ISBN 9787544732987。
- 『滿月児』訳林出版社、北京市、2012年8月1日。ISBN 9787544727679。
- 『玉滿堂』訳林出版社、北京市、2012年9月1日。ISBN 9787544727990。
- 『二月杏』訳林出版社、北京市、2012年9月1日。ISBN 9787544726511。
- 『美穴地』作家出版社、北京市、2012年1月1日。ISBN 9787506362580。
- 『兵娃』
- 『姐妹本紀』
- 『早晨的歌』
- 『山地筆記』
- 『臘月正月』
- 『小月前本』
- 『天狗』
- 『故裏』
- 『匪事』
- 『酒』
- 『祭父』
- 『好讀書』
- 『静虚村記』
- 『賈平凹自選集』
- 『商州散記』
- 『晩唱』
- 『地平線』

### 散文集
- 『自在独行』長江文芸出版社、湖北省、2016年5月1日。ISBN 9787535488473。
- 『混沌』湖南文芸出版社、湖南省長沙市、2007年8月1日。ISBN 9787540439675。
- 『醜石』浙江文芸出版社、浙江省、2014年1月1日。ISBN 9787533937102。
- 『活法』中国文聯出版社、北京市、2011年7月1日。ISBN 9787505971196。
- 『天気』作家出版社、北京市、2012年1月1日。ISBN 9787506361385。
- 『我是農民』訳林出版社、北京市、2012年9月1日。ISBN 9787544727822。
- 『愛的蹤跡』
- 『心跡』
- 『賈平凹散文自選集』
- 『坐仏』
- 『朋友』
- 『我的小桃樹』
- 『静水深流』
- 『餃子館』
- 『走蟲』
- 『月跡』
- 『走山東』
- 『説話』
- 『空白』
- 『平凹文論集』
- 『学著活』
- 『平凹與三毛』
- 『敲門』
- 『芸術家韓起祥』
- 『做個自在人』
- 『商州三錄』
- 『造一座房子住夢』
- 『訪蘭』

### 日本語訳
- 『賈平凹　野山ー鶏巣村の人々・他』、井口晃 訳、徳間書店、1987年
  - 「鬼城」「野山ー鶏巣村の人々」「小さな町の小さな店」を収録。
- 『廃都』上・下、吉田富夫 訳、中央公論社、1996年
- 『土門（トゥーメン）』、吉田富夫 訳、中央公論社、1997年
- 『老生』、吉田富夫 訳、中央公論新社、2016年

## 受賞
1978年、『滿月児』、全国優秀短編小説賞。
1984年、『臘月正月』、中国作協第三回全国優秀中篇小説賞。
1987年、『浮躁』、米ペガサス文学賞。 
1989年、『愛的蹤跡』、全国優秀散文賞。
1997年、『廃都』、フランスフェミナ賞外国文学賞。
2005年、『賈平凹長編散文精選』、第三回魯迅文学賞。
2006年、『秦腔』、第一回紅楼夢賞。
2008年、『秦腔』、第七回茅盾文学賞。
2011年、『古炉』、施耐庵文学賞。
2012年、第二回朱自清散文賞。
2013年、フランス芸術文化勲章。

## 映画化
- 野山（中国語版） - 1986年。原作は「野山―鶏巣村の人びと」（鶏窩窪的人家）。
- 浮かれたゴミ屋さん - 2009年。原作は「高興」。